# James Douglas Haasum

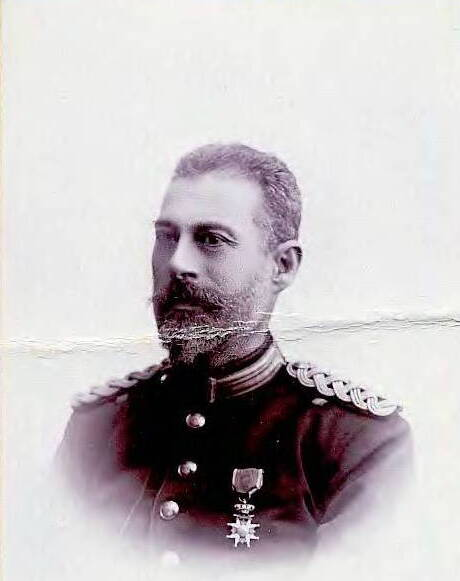
James Douglas Haasum.

James Douglas Haasum, född den 10 december 1841 i Gustavia, Sankt Barthélemy, död den 21 maj 1917 i Kalmar, var en svensk militär. Han var son till James Haarlef Haasum.
Haasum blev underlöjtnant i Andra livgardet 1865, löjtnant där 1871 och kapten 1880. Han var major och chef för Blekinge bataljon 1889–1900. Haasum befordrades till överstelöjtnant i armén 1896. Han blev riddare av Svärdsorden 1886.